# Marino Perani
Marino Perani (ur. 27 października 1939 w Ponte Nossa, zm. 18 października 2017 w Bolonii) – włoski piłkarz występujący na pozycji napastnika; po zakończeniu kariery trener.
Z zespołem Bologna FC w 1964 roku zdobył mistrzostwo, a w 1970 roku puchar kraju. W reprezentacji Włoch wystąpił 4 razy i strzelił 1 gola. Na mistrzostwach świata 1966 rozegrał 2 mecze.